# Photocryptus pachymenae
Photocryptus pachymenae är en stekelart som först beskrevs av Cresson 1874.  Photocryptus pachymenae ingår i släktet Photocryptus och familjen brokparasitsteklar. Inga underarter finns listade i Catalogue of Life.